# Mișcarea pentru drepturile animalelor
Mișcarea pentru drepturile animalelor se referă la organizații nonguvernamentale și non profit care au ca scop apărarea drepturilor animalelor.
Parte a mișcării pentru drepturile animalelor este și mișcarea de eliberare din captivitate a animalelor detinute in conditii nedemne. Mișcarea se caracterizeaza prin activism sub forma de servicii juridice prestate de avocati pentru: 
- interzicerea testelor de ceretare pe animale,
- folosirea animalelor pentru fabricarea hainelor,
- pentru spectacole.